# Alticola kohistanicus
Alticola kohistanicus és una espècie de mamífer rosegador de la família dels cricètids. És endèmic de la part de les muntanyes del Kohistan situada entre els rius Gilgit i Indus, al nord del Pakistan. És un representant més aviat petit del gènere Alticola. L'holotip tenia una llargada de cap a gropa de 111 mm, la cua de 39 mm i un pes de 24 g. El nom específic kohistanicus significa ‘del Kohistan’ en llatí. Com que fou descobert fa poc, encara no se n'ha avaluat l'estat de conservació.